# Baronía de Centorvi
La Baronía de Centorvi es un título nobiliario italiano cuyo nombre se refiere al municipio siciliano de Centuripe, en la provincia de Enna. 
En Italia el título, originalmente en manos de los Sclafani, pasó a manos de la casa de Paternò, emparentada en España con la casa de los Vélez, que se unió a la casa de Villafranca del Bierzo, en la que finalmente revirtió la casa de Medina Sidonia.

Escudo de Sclafani, barones de Centorvi.
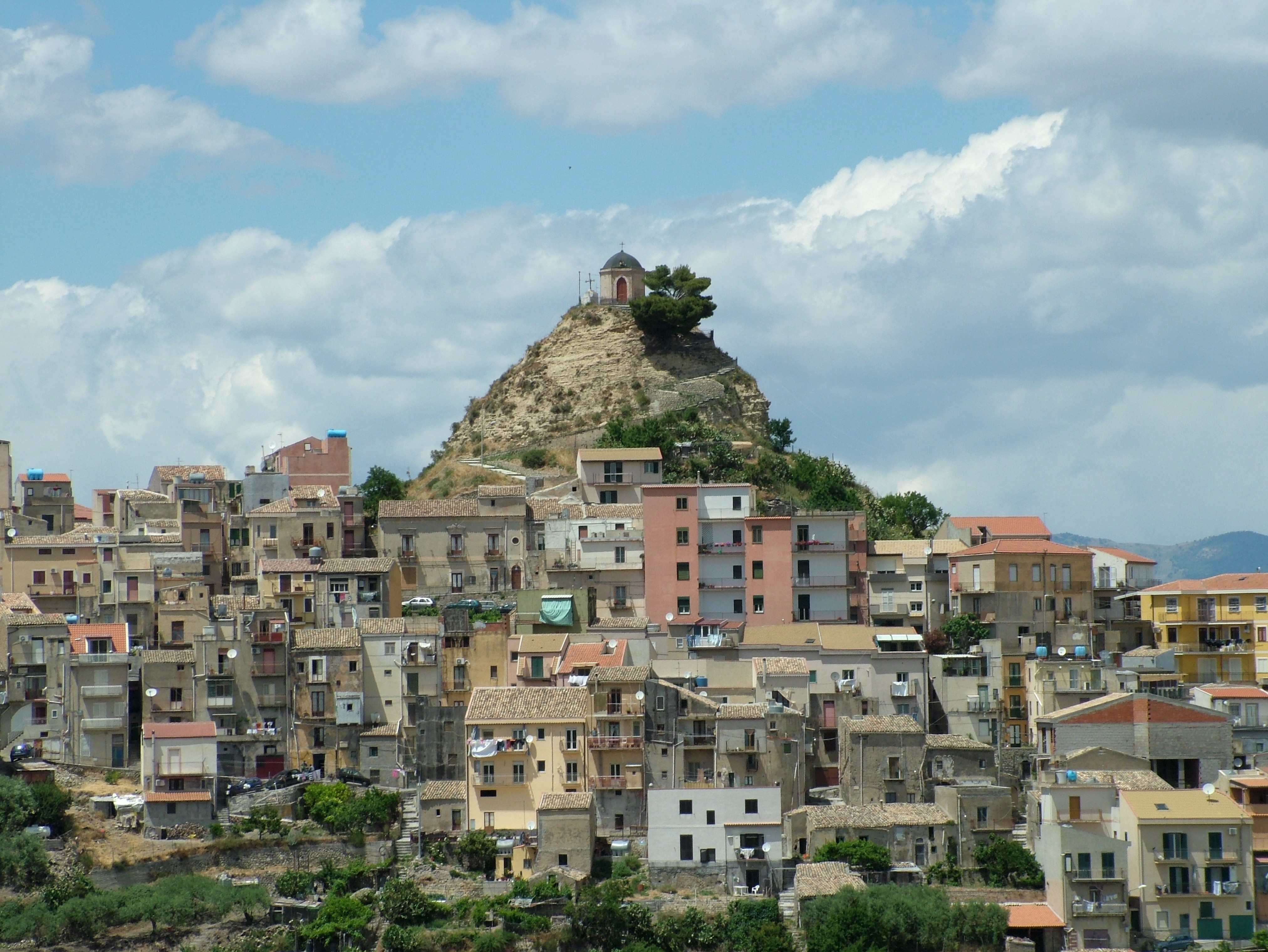
Vista de Centuripe.